# Cyanotis foecunda
Cyanotis foecunda är en himmelsblomsväxtart som beskrevs av Dc. och Justus Carl Hasskarl. Cyanotis foecunda ingår i släktet Cyanotis och familjen himmelsblomsväxter. Inga underarter finns listade.

## Bildgalleri

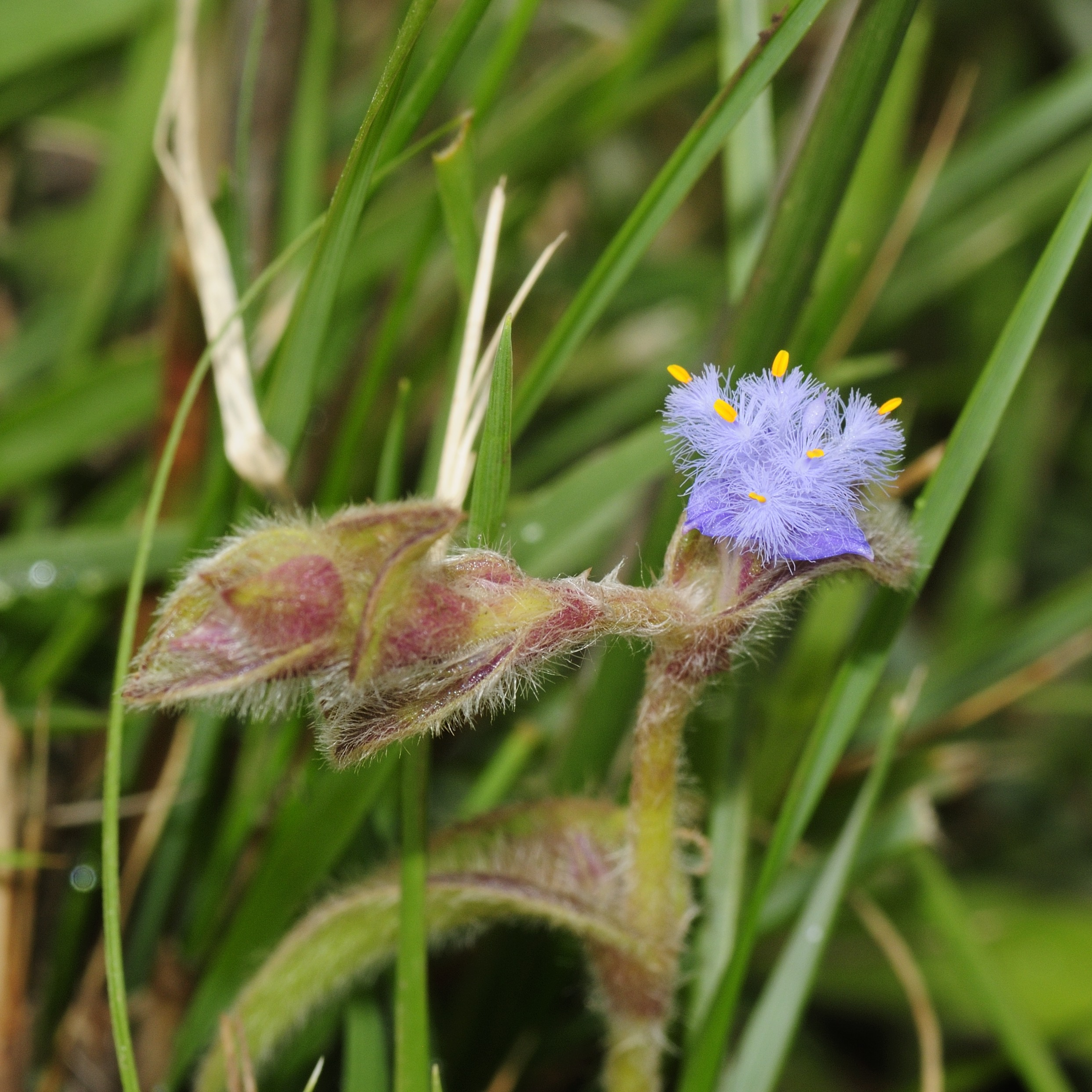
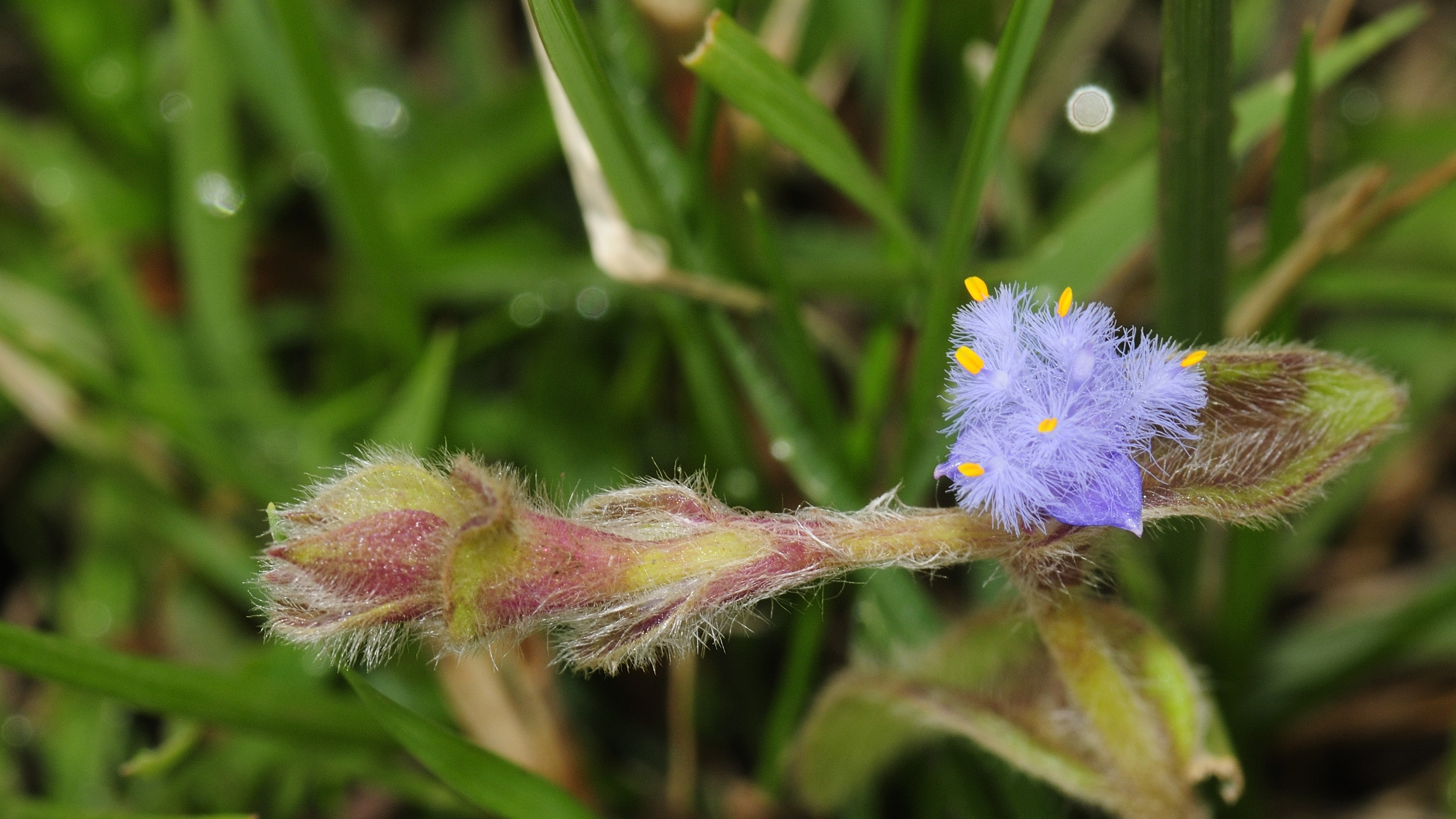
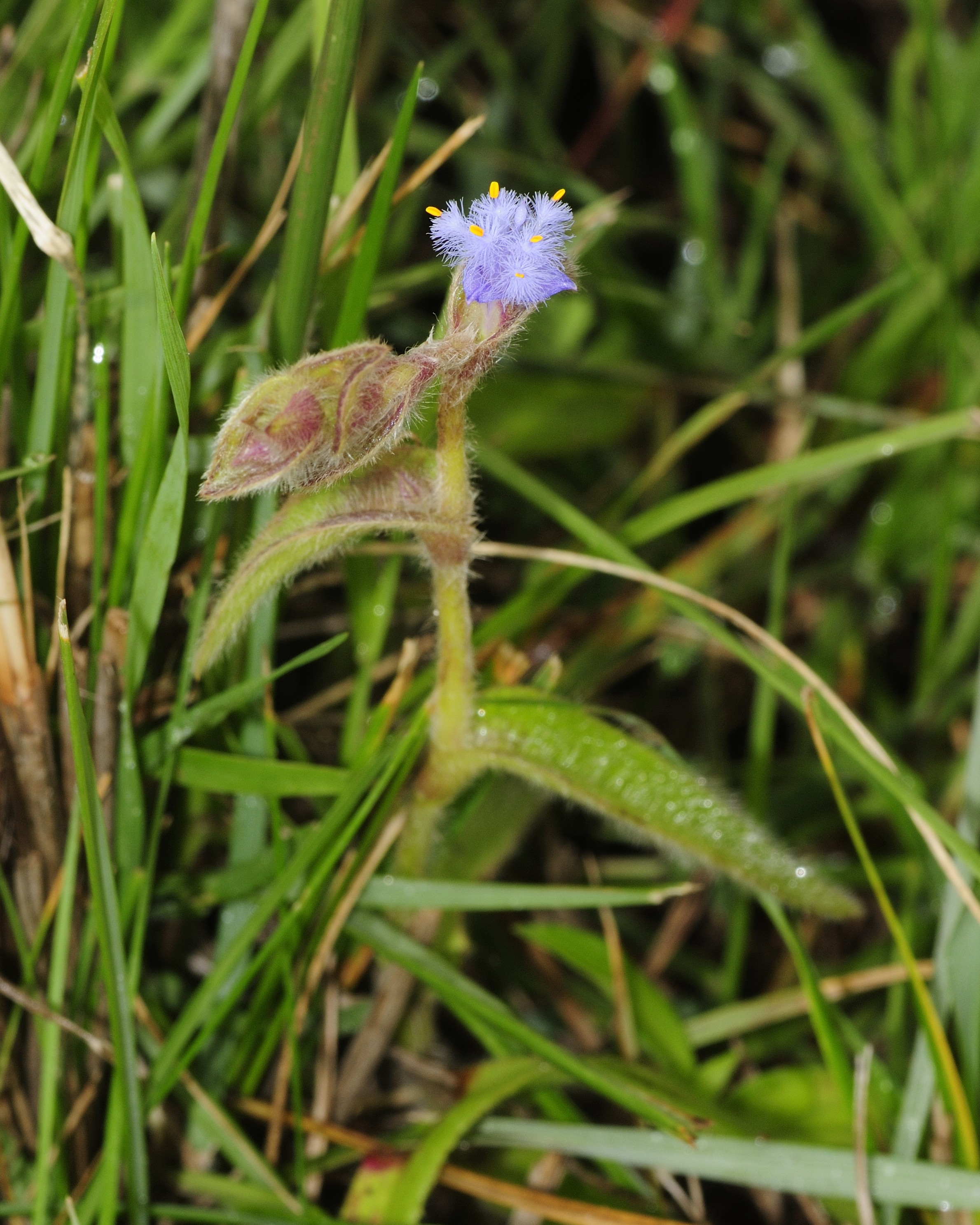